# Prawdowo
Prawdowo (deutsch Prawdowen, 1929 bis 1945 Wahrendorf) ist ein Dorf sowie Sołectwo in der Stadt- und Landgemeinde Mikołajki (deutsch Nikolaiken) im Powiat Mrągowski (Kreis Sensburg). Es liegt  in der Woiwodschaft Ermland-Masuren im Nordosten Polens.

## Geographische Lage
Prawdowo liegt im masurischen Seengebiet auf dem Baltischen Landrücken. Charakteristisch für die Landschaft in dieser Gegend sind zahlreiche Seen, Sümpfe, Teiche sowie Nadel- und Mischwälder. Unweit südlich von Prawdowo beginnt die Johannisburger Heide. Nördlich bei Prawdowo liegt der Tałtysee und südöstlich der Spirdingsee, mit 114 km² der größte See der Masurischen Seenplatte sowie größter See Polens.

## Geschichte
Ursprünglich war diese preußische Landschaft von den heidnischen Prußen bewohnt. Nach der Christianisierung durch den Deutschen Orden gehörte das Gebiet dem Deutschordensstaat.
Das Dorf und Gut Pradowen wurde 1623 gegründet, es lag im Herzogtum Preußen und war nach 1701 Teil des Königreichs Preußen und später der Provinz Ostpreußen. Ab Frühjahr 1818 Teil des Landkreises Sensburg, zunächst im Regierungsbezirk Gumbinnen (Provinz Preußen) und ab 1905 im Regierungsbezirk Allenstein.
Im April 1874 wurde der Amtsbezirk Schaden (polnisch Stare Sady) mit der Landgemeinde Prawdowen gebildet. Im Jahre 1910 waren in Pradowen 339 Einwohner registriert. Ihre Zahl stieg bis 1933 auf 410 und belief sich 1939 auf 400.
Aufgrund der Bestimmungen des Versailler Vertrags stimmte die Bevölkerung im Abstimmungsgebiet Allenstein, zu dem Prawdowen gehörte, am 11. Juli 1920 über die weitere staatliche Zugehörigkeit zu Ostpreußen (und damit zu Deutschland) oder den Anschluss an Polen ab. In Prawdowen stimmten 300 Einwohner für den Verbleib bei Ostpreußen, auf Polen entfielen keine Stimmen.
Der Ortsname Prawdowen wurde zum 15. Juni 1929 in Wahrendorf geändert.
Während der Ostpreußischen Operation wurde Wahrendorf am 26. Januar 1945 von der Roten Armee eingenommen und der sowjetischen Kommandantur unterstellt. Nach Kriegsende kam Wahrendorf zu Polen und erhielt die polnische Namensform „Prawdowo“. Es ist heute Sitz eines Schulzenamtes (polnisch Sołectwo) und als solches eine Ortschaft im Verbund der Stadt- und Landgemeinde Mikołajki (Nikolaiken) im Powiat Mrągowski (Kreis Sensburg). Von 1975 bis 1998 lag das Dorf in der Woiwodschaft Suwałki und ab 1999 in der Woiwodschaft Ermland-Masuren. Im Jahre 2011 zählte Prawdowo 317 Einwohner.

## Kirche
Bis 1945 war Prawdowen (Wahrendorf) in die evangelische Pfarrkirche Nikolaiken in der Kirchenprovinz Ostpreußen der Kirche der Altpreußischen Union und außerdem in die katholische Kirche St. Adalbert in Sensburg im Bistum Ermland eingepfarrt.
Heute gehört Prawdowo nicht nur zur evangelischen Kirche in Mikołajki – jetzt allerdings in der Diözese Masuren der Evangelisch-Augsburgischen Kirche in Polen gelegen –, sondern auch zur katholischen Pfarrei in Mikołajki, die dem Bistum Ełk in der polnischen katholischen Kirche zugeordnet ist.

## Verkehr
Prawdowo liegt zwei Kilometer westlich von Mikołajki (Nikolaiken) und 18 Kilometer südöstlich der Kreisstadt Mrągowo (Sensburg).
Durch Prawdowo verläuft die polnische Landesstraße 16 (einstige deutsche Reichsstraße 127), die durch drei Woiwodschaften führt und an der polnisch-litauischen Grenze endet. Eine untergeordnete Nebenstraße stellt eine Verbindung zu den nördlich von Prawdowo gelegenen Dörfern her.
Die Bahnstrecke Czerwonka–Ełk (Rothfließ–Lyck), die südlich von Prawdowo verläuft und deren nächste Bahnstation Mikołajki  war, wurde im Abschnitt Mrągowo–Ełk 2009 stillgelegt.

## Persönlichkeiten
- Horst Michalowski (* 29. Mai 1937 in Wahrendorf; † 13. Januar 2005 in Bad Zwischenahn), deutscher Schriftsteller und Übersetzer